# Championnats du Lesotho de cyclisme sur route
Les championnats du Lesotho de cyclisme sur route sont les championnats nationaux de cyclisme sur route organisés par la Fédération du Lesotho de cyclisme.

## Hommes

### Podiums de la course en ligne
| Année | Vainqueur           | Deuxième             | Troisième       |
| ----- | ------------------- | -------------------- | --------------- |
| 2008  | Poloko Makara       | Phetetso Monese      | Thapelo Chaole  |
| 2009  | Makhashe Ramolungoa | Phetetso Monese      | Tumisang Taabe  |
| 2010  | Phetetso Monese     | Moeketsi Makatile    | Tumisang Taabe  |
| 2011  | Phetetso Monese     | Moeketsi Makatile    | Tohlang Lechesa |
| 2013  | Teboho Khantsi      | Jonase Machere       | Phetetso Monese |
| 2014  | Phetetso Monese     |                      |                 |
| 2021  | Teboho Khantsi      | Malefetsane Lesofe   | Cabonina Koqo   |
| 2022  | Kabelo Makatile     | Malefetsane Lesofe   | Teboho Khantsi  |
| 2023  | Kabelo Makatile     | Tumelo Makae         | Teboho Khantsi  |
| 2025. | Kabelo Makatile     | Khotsofalang Rakaota | Motlatsi Lempe  |

### Podiums du contre-la-montre
| Année | Vainqueur           | Deuxième             | Troisième         |
| ----- | ------------------- | -------------------- | ----------------- |
| 2008  | Poloko Makara       | Seana Seana          | Moeketsi Makatile |
| 2009  | Makhashe Ramolungoa | Phetetso Monese      | Tumisang Taabe    |
| 2011  | Phetetso Monese     | Tohlang Rampetla     | Tohlang Lechesa   |
| 2013  | Phetetso Monese     | Jonase Machere       | Tohlang Lechesa   |
| 2025  | Kabelo Makatile     | Khotsofalang Rakaota | Motlatsi Lempe    |

## Femmes

### Podiums de la course en ligne
| Année | Vainqueur          | Deuxième         | Troisième |
| ----- | ------------------ | ---------------- | --------- |
| 2013  | Relebohile Mothobi | Reentseng Nakeli |           |

### Podiums du contre-la-montre
| Année | Vainqueur          | Deuxième         | Troisième      |
| ----- | ------------------ | ---------------- | -------------- |
| 2013  | Relebohile Mothobi | Reentseng Nakeli | Makhala Tselho |

## Hommes Juniors

### Podiums de la course en ligne
| Année | Vainqueur    | Deuxième          | Troisième              |
| ----- | ------------ | ----------------- | ---------------------- |
| 2013  | Pusetso Mofo | Kamohelo Molibeli | Motlalekhutso Rantsobe |

### Podiums du contre-la-montre
| Année | Vainqueur       | Deuxième          | Troisième              |
| ----- | --------------- | ----------------- | ---------------------- |
| 2009  | Lichaba West    | Sechaba Tsiu      | Kalati Moshoeshoe      |
| 2010  | Tohlang Lechesa | Sechaba Tsiu      | Lichaba West           |
| 2013  | Pusetso Mofo    | Kamohelo Molibeli | Motlalekhutso Rantsobe |